# الزملة الشرقية (الرقة)
الزملة الشرقية قرية سورية تتبع ناحية المنصورة في منطقة الثورة في محافظة الرقة. بلغ عدد سكانها 286 نسمة في عام 2004 حسب إحصاء المكتب المركزي للإحصاء.